# Lyndelle Higginson
Pour les articles homonymes, voir Higginson.
Lyndelle Higginson, née le 5 novembre 1978 à Albury, est une coureuse cycliste australienne.

## Palmarès

### Coupe du monde
- 2000
  - 1re de la vitesse - Classement général
  - 1re du 500 mètres à Cali
  - 1re de la vitesse à Cali
  - 1re de la vitesse à Mexico
  - 2e du 500 mètres à Mexico

### Championnats d'Océanie
- Championne d'Océanie de la vitese (1999)
- Championne d'Océanie de la course aux points (1999)
- Médaillée d'argent du scratch (1999)
- Médaillée d'argent du contre-la-montre (1999)

### Championnats nationaux
- Championne d'Australie de la vitesse (1999)
- Championne d'Australie du scratch (2000)
- Championne d'Australie du 500 mètres (2000)